# Герб Сваляви
Герб Сваляви — офіційний символ міста Свалява Свалявського району Закарпатської області, затверджений 15 вересня 2000 р. рішенням сесії міської ради.
У щиті, перетятому червоним зі срібною облямівкою і лазуровим, зелена балка. У першій частині селянин у срібних капелюсі, одязі і взутті, наливає срібну воду зі срібного відра в срібну бочку. У другій частині срібне коло, поверх якого срібний фонтан із лазуровими струменями води, увінчаними зеленим деревом.